# Revisione di cavità uterina
Per revisione di cavità uterina o più semplicemente dilatazione e raschiamento  o dilatazione e curettage, in campo medico, si intende la procedura ginecologica divisa in due fasi:
- Dilatazione della cervice uterina tramite dilatatore
- Raschiamento successivo dell'endometrio dell'utero con apposito cucchiaio smusso.

## Procedimento

Revisione della cavità uterina per mezzo di un dilatatore e di una curette.

Prima si inizia la serie dilatativa dove vengono utilizzati diversi dilatatori di misura diversa, per operare progressivamente, in seguito si inserisce il cucchiaio speciale, chiamato curette, che raschia la membrana dell'utero. Il raschiamento per aborto ritenuto o volontario dura circa 15/20 minuti ed è eseguito con anestesia totale.

## Utilizzi
Gli utilizzi di tale operazione sono molteplici:
- Come esame diagnostico
- Come trattamento per delle emorragie interne
- Per eliminare la presenza di masse tumorali
- Per comprendere possibili cause di infertilità
- Per l'aborto chirurgico, che deve avvenire prima della 14ª settimana di gestazione fetale.[1]

Una diversa tipologia di procedura prevede invece l'aspirazione dopo la dilatazione, mentre dopo la sedicesima settimana vengono utilizzate la dilatazione e l'evacuazione o una forma leggermente diversa, la dilatazione e l'estrazione.

## Rischi
Un rischio per le donne sottoposte a tale operazione è la sindrome di Asherman, che è stata riscontrata in alcune donne.